# Karoline Graswander-Hainz

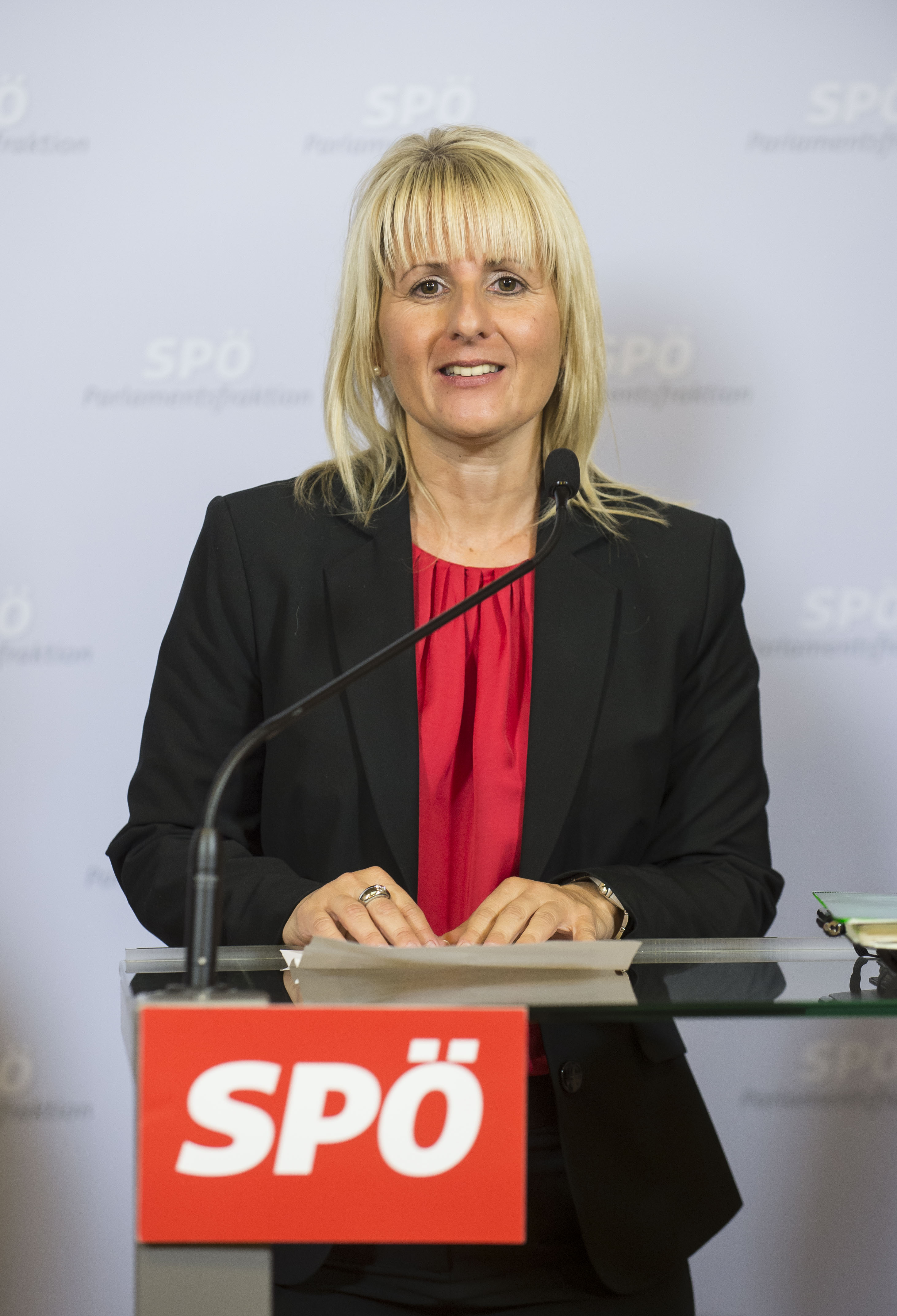
Karoline Graswander-Hainz (2015)

Karoline Graswander-Hainz (* 2. Februar 1974 in Zams) ist eine österreichische Politikerin (SPÖ). Graswander-Hainz war von Juli 2015 bis 2019 österreichisches Mitglied des Europäischen Parlaments in dessen 8. Wahlperiode.

## Ausbildung und Beruf
Karoline Graswander-Hainz wurde am 2. Februar 1974 in der Tiroler Gemeinde Zams im Oberinntal geboren. Sie besuchte die Volksschule in Pians, anschließend das Realgymnasium in Landeck, wo sie 1992 maturierte und danach das Tourismuskolleg in Innsbruck. 1993 begann sie ihre Ausbildung zur Volksschullehrerin an der Pädagogischen Hochschule Tirol, die sie 1996 mit der Lehramtsprüfung für Volksschulen abschloss.
Ab 1996 war Karoline Graswander-Hainz 13 Jahre lang als Volksschullehrerin tätig, ehe sie 2009 eine Stelle als Volksschuldirektorin an einer Volksschule in Imst annahm. Diesen Beruf übte sie bis zum Nachrücken ins Europäische Parlament 2015 aus. Graswander-Hainz begann 2014 zudem das Studium der Erziehungswissenschaften an der Fachhochschule Vorarlberg und an der Universität Innsbruck. 2019 schloss sie ihr Studium mit dem akademischen Grad Bachelor of Arts (B.A.) ab.

## Politischer Werdegang
Aktuell bekleidet Karoline Graswander-Hainz mehrere Funktionen in der SPÖ Tirol. So ist sie seit 2013 Mitglied des Bezirksfrauenvorstands im Bezirk Imst, seit 2014 Mitglied des Landesfrauenvorstands und ebenfalls seit 2014 Mitglied des Landesparteivorstands der Tiroler SPÖ. Außerdem fungiert sie als Bezirksparteivorsitzende der SPÖ Imst seit 2014. 
Nachdem ihr Parteikollege Jörg Leichtfried im Juni 2015 auf sein Mandat im Europäischen Parlament verzichtet hatte, um in der neuen Steirischen Landesregierung Landesrat zu werden, rückte Karoline Graswander-Hainz auf das freigewordene österreichische Mandat nach. 
Ab dem 9. Juli 2015 vertrat sie in der Folge Österreich im Europäischen Parlament und war dort Mitglied im Ausschuss für internationalen Handel, der Delegation für die Beziehungen zur Föderativen Republik Brasilien, der Delegation für die Beziehungen zu dem Mercosur sowie der Delegation in der Parlamentarischen Versammlung Europa-Lateinamerika. Politisch gehörte sie wie alle SPÖ-Vertreter der Fraktion der Progressiven Allianz der Sozialdemokraten im Europäischen Parlament an.
Nach der Europawahl in Österreich 2019 schied sie aus dem Europäischen Parlament aus.